# أمناس (تمصلوحت)
أمناس هي إحدى مشيخات المملكة المغربية، تتبع جغرافيا لإقليم الحوز وإداريًا لتمصلوحت. يقدر عدد سكانها بـ 4931 نسمة حسب الإحصاء الرسمي للسكان والسكنى لسنة 2004.